# کوین اورتگا
کوین اورتگا (اسپانیایی: Kevin Ortega‎؛ زادهٔ ۲۶ مارس ۱۹۹۲) داور فوتبال اهل پرو است. وی از سال ۲۰۱۹ در مسابقات بین‌المللی قضاوت میکند.